# Formica emeryi
Formica emeryi es una especie de hormiga del género Formica, familia Formicidae. Fue descrita científicamente por Wheeler en 1913.
Se distribuye por Canadá y los Estados Unidos. Se ha encontrado a elevaciones de hasta 2330 metros. Vive en microhábitats como rocas, también se ha registrado en bosques de coníferas.